# Swissint
SWISSINT ist das Kompetenzzentrum der Schweizer Armee für Auslandseinsätze. Stationiert ist das Kompetenzzentrum in Oberdorf bei Stans, Kanton Nidwalden.

## Aufgaben

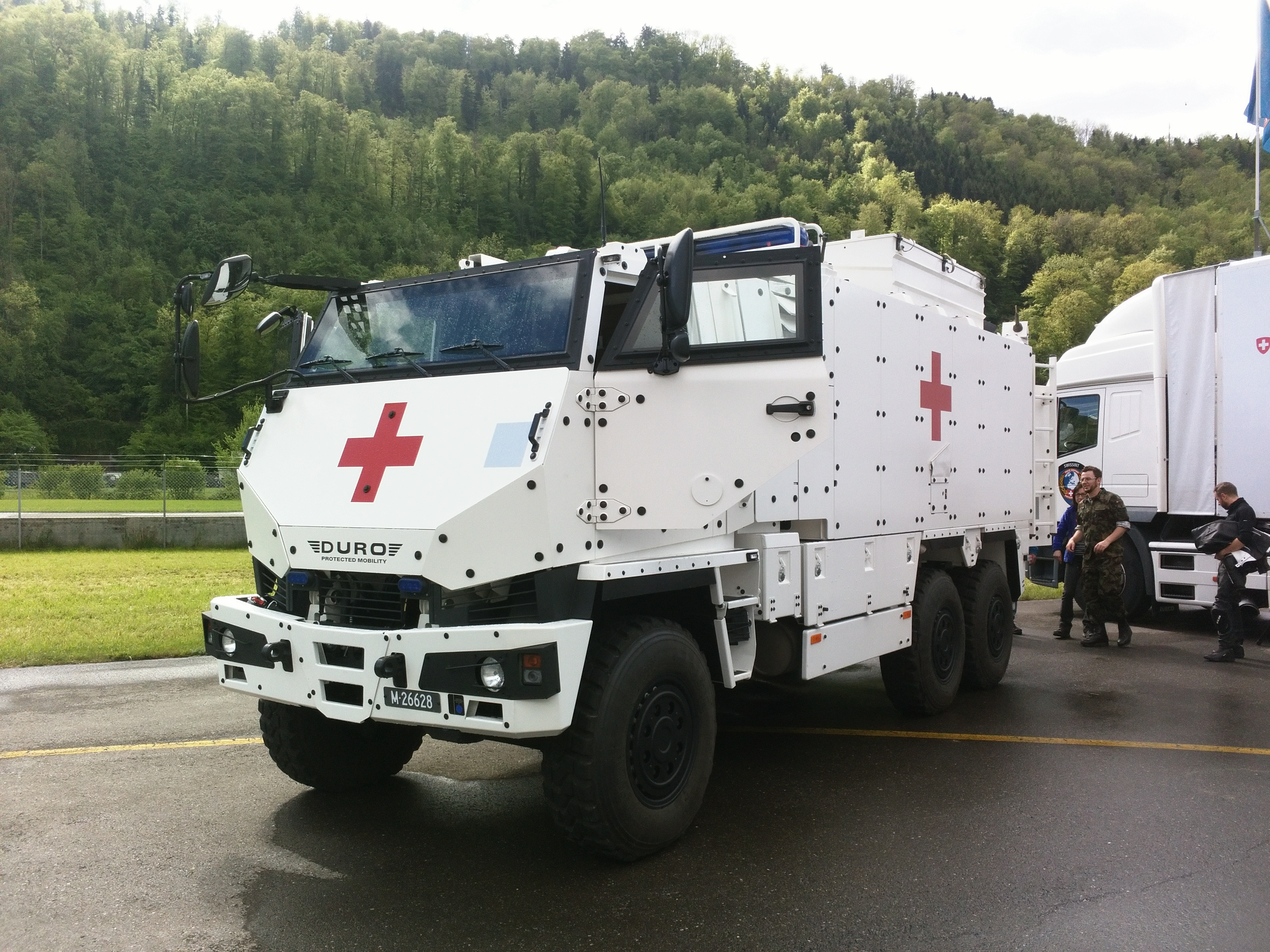
MOWAG Duro IIIP Ambulanz der Swissint

Swissint  (Akronym für Swiss Armed Forces International Command) ist die nationale vorgesetzte Kommandostelle für sämtliche friedensfördernde Auslandseinsätze mit Beteiligung der Schweizer Armee. Friedensförderung ist einer der drei Armeeaufträge. Swissint ist verantwortlich für die Planung und Führung, Rekrutierung, Betreuung und Steuerung sämtlichen Personals, die einsatzbezogene Ausbildung der Einzelpersonen und Kontingente, Ausrüstung, die Logistik in das Einsatzgebiet, die Finanzplanung und Kreditverwaltung, die entsprechende Öffentlichkeitsarbeit und die Einsatzauswertung.

## Einsätze
Mit rund 300 Offizieren, Unteroffizieren, Soldaten und Zivilpersonen beteiligt sich Swissint an 14 friedensfördernden Missionen auf vier Kontinenten. Im Auftrag der Vereinten Nationen (UNO) und der Organisation für Sicherheit und Zusammenarbeit in Europa (OSZE) stehen Militärbeobachter, Stabs- und Verbindungsoffiziere als Einzelpersonen oder Kleinteams im Einsatz. Mit Swissint wird vor allem der seit 1999 andauernde Einsatz im Kosovo, die SWISSCOY, in Verbindung gebracht.

## Das Kompetenzzentrum SWISSINT
Das Kompetenzzentrum befindet sich auf dem Waffenplatz Wil in Oberdorf bei Stans. Swissint ist direkt dem Chef Kommando Operationen unterstellt und richtet sich nach den politischen Vorgaben des Bundesrats und Parlaments sowie nach den Weisungen des Chefs der Armee.

## Ausbildung
Dem Kompetenzzentrum Swissint ist das Ausbildungszentrum (AZ) unterstellt. Das ebenfalls auf dem Waffenplatz Wil in Oberdorf bei Stans angesiedelte AZ ist für die einsatzbezogene Ausbildung (EBA) verantwortlich. Alle Kurse werden entsprechend den Anforderungen und Lehren aus den Einsätzen aufgebaut und laufend angepasst. Das Kursangebot ist breitgefächert und richtet sich an nationale und internationale, wie auch an zivile und militärische Interessenten.
Schweizer Soldaten, die für friedensfördernde Operationen (Peace Support Operations (PSO)) eingesetzt werden, erhalten ihre Ausbildung durch das AZ Swissint. Die NATO hat das AZ Swissint als Partnership for Peace Training and Education Center zertifiziert. Es bietet verschiedene nationale und internationale Kurse für zivile und militärische Teilnehmer an. Ebenfalls ist der Militärbeobachterkurs (SUNMOC) von der UNO zertifiziert. Als Infrastruktur dienen unter anderem der Waffenplatz Wil in Oberdorf bei Stans sowie das Camp Swissint, das in rund 200 Containern Platz für 180 Personen bietet.

## Missionen
Die Schweizer Armee unterstützt im Rahmen der militärischen Friedensförderung folgende Missionen:
- Einsatz im Kosovo (KFOR / Swisscoy)
- Einsatz in Korea (Neutral Nations Supervisory Commission NNSC)
- Ausbildungseinsätze zugunsten des KAIPTC (Accra, Ghana) und des IPSTC (Nairobi, Kenia)
- Einsatz in Bosnien-Herzegowina (EUFOR)
- Einsätze zugunsten der Humanitären Minenräumung[4] (UNMAS)
- Einsätze als Militärbeobachter oder Stabsoffizier[5]
  - UNTSO (Naher Osten)
  - MONUSCO (DR Kongo)
  - UNMISS (Südsudan)
  - UNMOGIP (Kaschmir)
  - MINURSO (Westsahara)

Beendete Friedensförderungseinsätze
- ISAF (Afghanistan)
- SHQSU (Bosnien-Herzegowina)
- UNMEE (Äthiopien & Eritrea)
- UNMIN (Nepal)
- UNOMIG (Georgien)
- UNTAG (Namibia)
- MINUSMA (Mali)
- EMPABB (Bamako, Mali)